# Стригольники

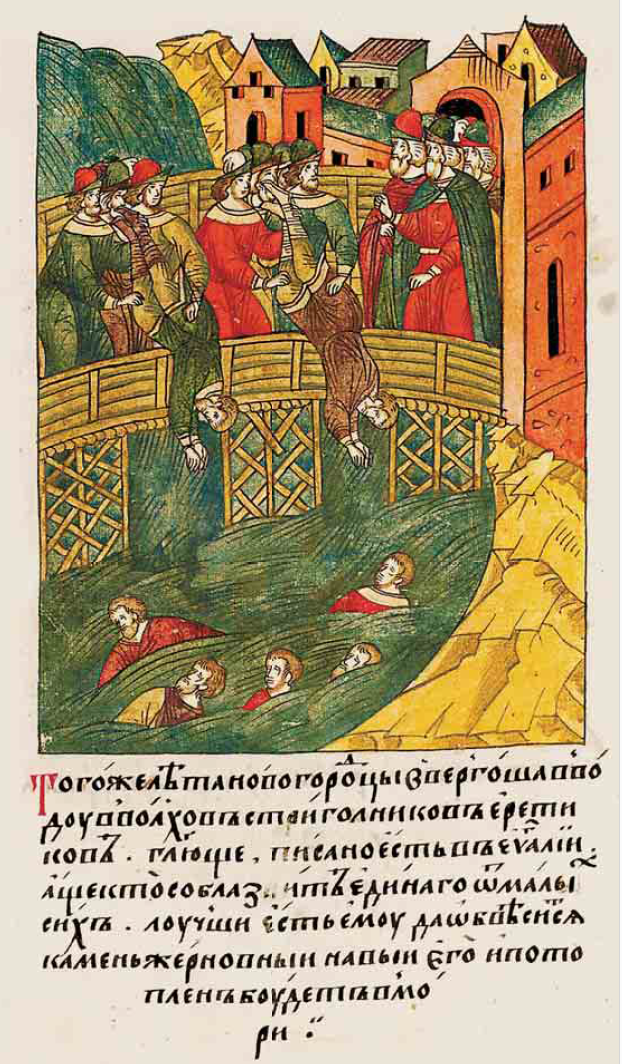
Казнь стригольников в Новгороде в 1375 году. Лицевой летописный свод (9 том страница 98), XVI век

Стриго́льничество (стриго́льники, стриго́льниковы учениќи) — религиозное движение XIV века, возникшее в Пскове и затем распространившееся на Новгород; одно из самых известных, наряду с жидовствующими, религиозных движений в средневековой Руси. Рассматривается некоторыми православными церковными историками в качестве раскола в Русской церкви.
Скудость источников не позволяет в полной мере оценить деятельность стригольников, её масштабы и особенности учения. Всё это представляется в самых общих чертах. Стригольники отвергали церковную иерархию, выражали недовольство практикой «поставления пастырей на мзде» (то есть продажи церковных должностей). Стригольники объединялись в особые группы, во главе которых стояли наставники, и создавали собственные общины. Основными идеологами стригольников считались Карп и Никита.

## Предыстория
На возникновения стригольнического движения повлиял целый ряд причин. С одной стороны, это было негативное восприятие многими псковичами и новгородцами церковной смуты в Русской митрополии после смерти митрополита Алексия, связанной с вмешательством великих князей Литовского и Московского в дела Церкви и быстрой смене на митрополичьем престоле их ставленников (Михаил-Митяй, Киприан, Пимен, Дионисий), враждовавших друг с другом. Другой причиной было слабое развитие монашества в Псковско-Новгородских землях, которое, в отличие от Северо-Восточной Руси, не испытало влияние монашеской школы Сергия Радонежского и его учеников, а также низкий моральный уровень местного духовенства. Ещё одной причиной было то, что Псков и Новгород были торговыми городами, открытыми к проникновению еретических религиозных идей из Западной Европы и Балкан. В первую очередь это были далёкие отголоски учений богомилов и альбигойцев, а также предреформационные идеи.

## Проблема симонии
В среде самого православного духовенства уже в XIII веке появились недовольные люди, обличавшие злые нравы и обычаи, которые господствовали среди православного священства. Пороком того времени была симония. Чтобы ограничить её, Владимирский собор 1274 года установил фиксированную цену, которую должны были платить те, кого рукополагали в диаконы и священники, — ставленая пошлина. Митрополит Кирилл принял меры против злоупотреблений, но не отменил самого обычая. Он предписал, чтобы во всех епархиях за поставление во священники и дьяконы брали столько же, сколько он брал в митрополии, по 7 гривен за поповство и дьяконство с обоих. Не ранее первой четверти XIV века была составлена «Власфимия» (греч. βλασφημία — поношение, кощунство), русский компилятивный трактат, бо́льшая часть статей которого объединена темой обличения симонии. Судя по названию, книга составлена обрусевшим греком. Книга в дальнейшем станет руководством-справочником для борьбы против симонии и учебным пособием для будущих стригольников. В 1311 году большая группа русского духовенства и мирян во главе с епископом Тверским Андреем на соборе восстала против симонии (главным инициатором был новгородский протоиерей Вавила) и выдвинула обвинения против митрополита Петра, предварительно обратившись с жалобой к Константинопольскому патриарху. Патриарх Афанасий прислал специального клирика или чиновника, который должен был решить дело на месте, и с этой целью состоялся собор в Переславле-Залесском. Об этом сообщает историк Василий Татищев в своей книге, повествуя о соборе в городе Переяславле в 1311 году:
В тот же год явился в Новгороде еретик Вавила, протопоп новгородский, к нему же пристали многие от причта церковного и мирян, и епископ тверской Андрей помогал им, говоря: «Вот как рай на земли погиб»; и святой ангельский монашеский чин ругали безбожные и учением бесовским именовали. И многие, от иноков выйдя, женились. Преосвященный же митрополит Пётр созвал на Переславль собор великий, были тут все епископы, игумены, попы, дьяконы и чернецы, и от патриарха Афанасия клир учёный. И многие прения были, и едва преосвященный Пётр, митрополит киевский и всея Руси, от божественного Писания и помощию и заступлением князя Иоанна Даниловича преодолел и проклял того еретика; а сам пошёл по градам, поучая право верить, и укротил молву, а смущение диаволово прогнал.

Об этом же событии сообщает Прохор в «житии митрополита Петра». Патриарший чиновник решил вопрос в пользу Петра и посчитал, что плата за поставление — умеренная и не противоречит канонам. На соборе не была устранена причина нестроений — симония в виде ставленых пошлин, — по этой причине невозможно было устранить сами нестроения в церковной среде. Епископа Тверского Андрея и его единомышленников ответы и решение клирика патриарха Афанасия не устроили, тогда они отправили в Константинополь монаха Тверского Богородичного монастыря Акиндина, чтобы узнать мнение патриарха. Монах Акиндин прибыл в Константинополь, когда патриархом стал Нифонт I, а патриарх Афанасий I уже умер, не дождавшись решений Переславского собора. Монах Акиндин присутствовал на большом поместном соборе, на котором, кроме патриарха Константинопольского Нифонта I, был ещё патриарх Иерусалимский Афанасий III и 36 митрополитов. Монах Акиндин сам обращался с вопросом о ставленных пошлинах к патриарху и получил ответ, согласный со мнением епископа Андрея. От патриарха Нифонта было принесено послание к великому князю Михаилу — «Послание Нифонта патриарха Константина града, к великому князю Михаилу всея Руси», в котором от лица собора патриарх запрещал ставленные пошлины и писал о митрополите Петре: 
Ещё же паче горше митрополит творит — мзды емлет от ставления, яко и корчемит есть, продает благодать Святаго Духа
. Монах Акиндин и сам написал грозное сочинение в обличение симонии «Написание Акиндина, мниха лавры святыя Богородица, к великому князю Михаилу, о поставляющих мзды ради». Подобным Переславскому собору 1311 года в отношении симонии, по мнению историка Антона Карташёва, был собор в 1353 году в Москве, о нём сообщают летописи при митрополите Феогносте, но и на нём симония не была ликвидирована. Как видно из истории, была подготовлена почва для стригольников, так как ставленая пошлина не была уничтожена.

## История
Стригольники отделились от официальной церкви вследствие того, что не хотели признавать истинными пастырями современных им епископов и священников, как поставляющих и поставляемых на мзде и ведущих жизнь, недостойную пастырей. О стригольниках сохранилось не так много известий современников.
Первое упоминание о стригольниках содержится в житии архиепископа Новгородского Моисея, который управлял епархией до 1359 года и в это время боролся против стригольников и языческих обычаев. Под 1375—1376 годом летописи сообщают, что в Новгороде предали казни трёх «развратников христианские веры»: Никиту диакона, Карпа — по одним летописям диакона, по другим — «простца» (мирянина) и третьего неизвестного человека-«простца». Никоновская летопись сообщает: «Того же лета Новгородцы ввергоша в воду, в Волхов, стригольников еретиков, глаголюще: „Писано есть в Евангелии: аще кто соблазнит единого от малых сих, лутчи есть ему, да обвесится камень жерновный на выи его и потоплен будет в море“» Главным из них летописи называют Карпа, который был стригольник, или парикмахер. От его профессии и произошло название «стригольники». Более поздний свидетель, Иосиф Волоцкий, сообщает, что стригольники появились впервые в Пскове. В своей книге «Просветитель» он пишет:
«Так, был некий человек, исполненный гнусных и скверных дел, по имени Карп, по ремеслу стригольник, живший во Пскове. Он, окаянный, стал родоначальником скверной и мерзкой ереси. Как известно, многие из православных христиан, слабые и неразумные, были последователями этой ереси, пока архиепископ Дионисий Суздальский не отправился по поводу её в Константинополь и не принёс послание от Вселенского патриарха Антония во Псков, к посадникам, чтобы они позаботились о православии и уничтожили еретиков».
Дополняя его, епископ Стефан Пермский сообщает, что стригольники не имели в своей среде ни епископов, ни священников, и по этой причине, по мнению Стефана, не имели права учительствовать. Он же говорит, что стригольники не совершали евхаристию и не причащались. В 1383 году, предположительно по просьбе архиепископа Новгородского Антония, в Константинополь отправился архиепископ Дионисий Суздальский к патриарху Нилу, от которого получил обличительную грамоту на стригольников в двух списках: к новгородцам и к псковичам, эти списки сохранились. В 1386 году в Новгороде находился святитель Стефан Пермский, который написал обличительную грамоту на стригольников по просьбе правящего архиерея.
После этого известий о стригольниках в летописях нет до времён митрополита Киевского Фотия. Фотий узнал о стригольниках спустя 5-6 лет после того, как он занял кафедру в Киеве, из донесения псковского духовенства. 23 сентября 1416 года он написал послание во Псков к властям, священникам и всем христианам, в котором обличал стригольников, убеждал псковичей уверять их, наставлять на истинный путь, а в случае нераскаянности и упорства повелевает «отженуть» их от православной веры, «да не будут они среди православных как в пшенице плевелы».
В своём послании митрополит Фотий указывал на церковные правила, согласно которым надо было поступать в отношении стригольников. Это 5-е правило Антиохийского собора, следуя которому надо было извергать из сана священников и диаконов, которые отделялись от епископа, а затем предавать мятежников гражданским властям. (Фотий даёт свою трактовку этому правилу: «Иже по извръжению в смущении пребывая и церковь божию раскалая, от мирския власти уцеломудрен будет; съгрешающих бо, рече, а не покорившихся предстати от таковаго зла, властелем повелеваем продати, смерти их казнию».) Это 13-е правило Двукратного собора, согласно которому духовенство, отделившееся от своего епископа до соборного рассмотрения, надо лишать чести, а монахов и мирян отлучать от церкви. Кроме того, Фотий приводил 6-е правило Гангрского собора, согласно которому люди, собирающие особые собрания без епископа, должны быть «под клятвою», то есть под отлучением. И, наконец, 10-е правило Карфагенского собора, согласно которому иерея, поставившего свой алтарь отдельно от своего епископа, надо предавать анафеме. Как видно из применения 5-го правила Антиохийского собора и 10-го правила Карфагенского собора, среди стригольников к 1416 году были не только диаконы, но и священники. Оправдывая симонию, строжайше запрещённую целым рядом правил (29 правилом святых апостол, 2 правилом 4 Вселенского собора, 4 правилом 7 Вселенского собора) под страхом анафемы, митрополит Фотий ссылался на местные обычаи. Псковичи схватили часть стригольников и многих из них отправили по тюрьмам. 22 июня 1427 года митрополит Фотий снова написал специальное послание против стригольников. В нём он призывал обращать стригольников в том числе и «казньми (толико не смертными, но внешнеми казньми и заточении)».
В послании «О священническом чину» 24 сентября 1429 года к псковичам митрополит Фотий предостерегал от пролития крови и убийства стригольников, говоря «толико кровь и смерть да не будуть на таковых, но инако всяко», призывая при этом священников пытаться переубедить их: «Да и о сем же, господни священници, смотрите: о сущих тех в вас развращенных от врага диявола стригольницех прилежне зрите, како направити их в богоразумие и в познание истинны евангелия слушати и апостольскых и отеческых преданей».
После 1429 года стригольники не упоминаются ни в летописях, ни в церковных документах.
О них лишь вспоминает прп. Иосиф Волоцкий в своей книге «Просветитель» в конце XV века как об уже прошедших событиях:
«Ересь удалось уничтожить лишь тогда, когда посадники, по совету благочестивых князей и святителей и иных именитых христиан, велели схватить стригольников и не оставили ни одного, но всех заточили в темницу, до самой смерти их. Таким образом удалось искоренить и уничтожить эту соблазнительную ересь».

## Вероучение
Стригольники резко противопоставляли остальной Церкви, порвав с ней. Свой разрыв с Церковью они объясняли тем, что не могут признавать истинными пастырями современных им епископов и священников по причине симонии, якобы полностью поразившей Церковь. Поставление «на мзде», как считали «стригольники», было причиной нравственно недостойной жизни духовенства, и в совокупности все это лишало священнослужителей благодати. Идеалом для стригольников был иерей-бессребренник. Стригольники отрицали хождение в храмы, собирали свои отдельные собрания, отрицали отпевание у нечестивых иереев, но без священства православного не дерзали совершать евхаристию.
У «стригольников», очевидно, не было никакой иерархии — они ограничивались лишь наставниками, не имевшими священства, не совершали Евхаристию и не причащались, не имели никаких иных таинств хотя, если судить по каноническим правилам, которые цитирует в своих посланиях митрополит Фотий, можно предположить, что среди «стригольников» все же встречались не только диаконы, но, возможно, и священники. Трудно судить, отвергали ли «стригольники» таинства Церкви как таковые или же считали невозможным их совершение в своём сообществе ввиду отсутствия законно поставленного духовенства. Согласно посланию святителя Стефана Пермского, «стригольники», отвергая церковную исповедь у священника, тем не менее исповедовали свои грехи земле. Не исключено, что подобная практика являлась отголоском язычества.
В отношении стригольников к Церкви и иерархии можно увидеть некоторые параллели с мнением балканских и западноевропейских еретиков более раннего времени — богомилов и катаров, но в отличие от них, если судить по сохранившимся источникам, не создали целостной системы вероучения и в догматическом плане не пошли далее нравственного отрицания официальной церковной структуры, не затронув при этом православных представлений о христологии и сотериологии. Судя по тому, что митрополит Фотий считал возможным силой убеждения вернуть «стригольников» в лоно Церкви, их расхождения с православным вероучением не были столь драматическими, как, например, позднее у «жидовствующих».

## Происхождение названия
У исследователей нет единого мнения по поводу происхождения названия этого движения, так, по мнению одних, стригольники носили особую стрижку, отличающую их от остальных, возможно, что-то вроде католической тонзуры (если исследователь находил «латинский след»). А. И. Никитский, соотнося учение новгородско-псковского религиозного направления с учением катаров, проводит аналогию с названием альбигойской ереси tisserands («ткачами» они назывались, поскольку бо́льшую часть секты составляли ремесленники этого рода). По его мнению, «художеством стригольник» Карп состоял в «камере постригальной» — занимался стрижкой сукна. Представляет интерес точка зрения профессора Е. Е. Голубинского, который нашёл в документах того времени, что стригольник — это парикмахер, или цирюльник, причём занимавшийся стрижкой волос исключительно на голове, а не бритьём бороды, которое было под строжайшим запретом на Руси до реформ Петра (брадобритие категорически запрещал Стоглав, а патриарх Адриан сравнивал брадобреев с собаками и кошками). О том, что Карп был стригольником по роду занятий, есть и хронологически близкое к описываемым событиям указание Иосифа Волоцкого: «Так, был некий человек, … по имени Карп, художеством стригольник, живший во Пскове».
Существуют и другие версии: например, по мнению гебраистки М. М. Елизаровой, слово «стригольник» отражает еврейское словосочетание, основанное на словах «делать тайным», «скрывать» и «открывать», «быть изгнанным». Таким образом, в переводе с еврейского языка слово «стригольник» якобы означало «хранящий откровение» или «тайный изгнанник».
Академик Б. А. Рыбаков, опираясь на сочинение пермского епископа Стефана «Мерило праведное», доказывает, что духовный лидер стригольников диакон Карп после отлучения стал расстригой, то есть стригольником. Отсюда его последователей стали называть «стригольниковыми учениками».

## Альтернативные точки зрения и гипотезы
Среди исследователей существует альтернативная точка зрения: движение стригольников стало ответом части низшего православного духовенства и мирян на происходившие в государстве и в Церкви изменения. Как считает автор книги «Русское богоискательство», профессор СПбХУ Марина Каретникова, после обретения Русью независимости от Золотой Орды на смену «книжному», «евангельскому» православию времен Киевской Руси пришло православие Руси Московской, полное обрядовости. Стригольники (возглавляемые низшим православным духовенством) призывали вернуться к простоте первохристианства. Таким образом, это движение близко по своему духу к начавшейся почти двумя столетиями позднее европейской Реформации.
«Стригольники выступили против установившегося на Руси „обрядоверия“, магизма обрядности, когда весь её смысл состоял именно в её непонятности, лишая человека способности думать о духовной жизни и искать действительного спасения от греха и погибели. Стригольники подчёркивали духовный смысл всех церковных таинств, раскрывая значение христианской веры в изменении жизни христианина. Их пастыри отличались высокой нравственностью, были красноречивы, бескорыстны и основывали свои взгляды на Писании», — утверждает Каретникова.
Некоторые исследователи предполагают, что стригольникам было не чуждо дуалистическое мировоззрение, хотя они, в отличие от богомилов и катаров, не разработали целостной системы, включавшей космогонические, христологические и эсхатологические представления. Сильнейшее впечатление в их проповеди производили острые нападки на духовенство. Подобно богомилам, стригольники отрицали институты церкви и считали церковное сословие излишним. Они проповедовали, что священникам вообще не подобает приобретать имущества и богатства, и утверждали, что если священнослужитель дурной и порочный человек, совершаемые им обряды ничего не стоят. И в этом их взгляды показывают сходство с богомильскими. По утверждениям противников, они скептически относились к учению о воскресении мертвых и даже сомневались в евангельском рассказе о воскресении Христа. В случае, если это обвинение соответствует истине, их взгляды отличны от докетических представлений богомилов и катаров и очень радикальны по своему характеру.
Сходным с богомильским было их понимание церковных обрядов и символов. Они не признавали причастия, в котором не находили ничего святого; отвергали культ икон; считали излишним посещать церкви, так как там обитала злая сила, — утверждение вполне в духе их дуалистических представлений. Верующий, говорили они, может молиться, где пожелает.
Богомилы верили, что до распятия Христа демон Сатанаил, князь мира сего, обитал в святая святых иерусалимского храма. Немедленно после Своей смерти на кресте Спаситель вошёл в святая святых и изгнал его оттуда, причем завеса святилища разорвалась сверху донизу (Мк. 15:38 (Мф. 27:51/Лк. 23:45)). Как и подобает изгнанному нечистому духу, Сатанаил много лет скитался по местам безводным и пустынным (Мф. 12:43–45/Лк. 11:24–26). Когда во время освящения известного своим великолепием храма Св. Софии в Константинополе одержимый тщеславием византийский император Юстиниан Великий воскликнул: «Я превзошёл тебя, Соломон!», — Сатанаил с радостью водворился в своём новом обиталище, прихватив с собою «семь злейших» (Мф. 12:45/Лк. 11:26).
Подобно богомилам, стригольники считали, что основой истинного христианства являются новозаветные писания и особенно четыре евангелия, которые они знали очень хорошо. Но почитание евангельского текста носило совершенно иной характер по сравнению «с тем почитанием книг, которое проповедовалось православной церковью». Стригольники читали Евангелие, размышляя о нём, чтобы иметь возможность обосновать и убедительно подтвердить своё понимание.